# Šport u 1994.
◄◄ | ◄ | 1991. | 1992. | 1993. | 1994.  | 1995. | 1996. | 1997. | ► | ►►
Arhitektura • Astronautika • Astronomija • Biologija • Film • Fotografija • Glazba • Kazalište • Kemija • Kiparstvo • Knjige • Književnost • Kršćanstvo • Meteorologija • Medicina • Planinarstvo • Politika • Pravo • Promet • Slikarstvo • Strip • Šport • Televizija • Znanost • Zrakoplovstvo • Željeznički promet
Šport u 1994.

## Svijet

### Natjecanja

#### Svjetska natjecanja
- Od 17. lipnja do 17. srpnja – Svjetsko prvenstvo u nogometu u SAD-u: prvak Brazil
- Od 4. do 14. kolovoza – Svjetsko prvenstvo u košarci u Kanadi: prvak SAD
- Od 1. do 11. rujna – Svjetsko prvenstvo u vaterpolu u Rimu u Italiji: prvak Italija

### Osnivanja
- Columbus Crew, američki nogometni klub

## Hrvatska i u Hrvata

### Smrti
- 16. lipnja – Franjo Krajcar, hrvatski atletičar (* 1914.)

## Vanjske poveznice
|  | Zajednički poslužitelj ima još gradiva o temi Šport u 1994. |